# Super 12 1998
Il Super 12 1998 fu la 3ª edizione del Super Rugby, competizione professionistica di rugby a 15 organizzata dal SANZAR tra i club di Australia, Nuova Zelanda e Sudafrica.
Fu la prima edizione del torneo a essere composta interamente di franchise: infatti, alle tre australiane e alle cinque neozelandesi si aggiunsero quattro nuove franchise sudafricane che presero il posto delle vecchie squadre di club presenti fino alla stagione 1997.
Ogni squadra incontrò tutte le altre in partita di sola andata; per non aggravare i costi di trasferta alcuni turni furono di cinque piuttosto che di sei incontri, sì da permettere alle squadre in visita in un continente di disputare tutti gli incontri in giornate consecutive; per tale ragione il calendario prevedette 12 giornate invece di 11.
Le semifinali si disputarono tra le prime quattro classificate, Auckland Blues, Canterbury Crusaders, Otago Highlanders e i neoentrati Coastal Sharks, eredi dei Natal Sharks.
La finale si tenne in gara unica all'Eden Park di Auckland tra i campioni uscenti dei Blues e i neozelandesi Crusaders, e vide la vittoria di questi ultimi per 20-13.

## Squadre partecipanti e ambiti territoriali
| Paese         | Squadra     | Sede           | Area                                      |
| ------------- | ----------- | -------------- | ----------------------------------------- |
| Australia     | Brumbies    | Canberra       | Territorio della Capitale Australiana     |
| Australia     | Reds        | Brisbane       | Stato del Queensland                      |
| Australia     | Waratahs    | Sydney         | Stato del Nuovo Galles del Sud            |
| Nuova Zelanda | Blues       | Auckland       | Penisola di North Auckland                |
| Nuova Zelanda | Chiefs      | Hamilton       | Distretti di Hamilton, Tauranga e Rotorua |
| Nuova Zelanda | Crusaders   | Christchurch   | Regione di Canterbury                     |
| Nuova Zelanda | Highlanders | Dunedin        | Distretto di Otago e South Land           |
| Nuova Zelanda | Hurricanes  | Wellington     | Wellington, Palmerston North e Napier     |
| Sudafrica     | Bulls       | Pretoria       | East Rand, Limpopo                        |
| Sudafrica     | Lions       | Johannesburg   | Mpumalanga, Provincia del Nordovest       |
| Sudafrica     | Sharks      | Durban         | KwaZulu-Natal                             |
| Sudafrica     | Stormers    | Città del Capo | Cape Winelands, West Coast                |

## Stagione regolare

### Risultati
|           | 1ª giornata                      |       |
| --------- | -------------------------------- | ----- |
| 27-2-1998 | Highlanders - Queensland Reds    | 26–19 |
| 27-2-1998 | Western Stormers - Hurricanes    | 31–45 |
| 28-2-1998 | Chiefs - Crusaders               | 25–23 |
| 28-2-1998 | Coastal Sharks - Auckland Blues  | 24–8  |
| 28-2-1998 | Northern Transvaal - Golden Cats | 32–39 |
| 1-3-1998  | Waratahs - Brumbies              | 32–7  |

|           | 4ª giornata                   |       |
| --------- | ----------------------------- | ----- |
| 20-3-1998 | Highlanders - Coastal Sharks  | 41-35 |
| 21-3-1998 | Northern Transvaal - Waratahs | 34-19 |
| 21-3-1998 | Brumbies - Golden Cats        | 37-3  |
| 21-3-1998 | Auckland Blues - Chiefs       | 25-23 |
| 22-3-1998 | Hurricanes - Queensland Reds  | 33-41 |
|           |                               |       |

|           | 7ª giornata                        |       |
| --------- | ---------------------------------- | ----- |
| 11-4-1998 | Chiefs - Northern Transvaal        | 37-25 |
| 11-4-1998 | Queensland Reds - Western Stormers | 19-14 |
| 11-4-1998 | Coastal Sharks - Golden Cats       | 30-18 |
| 11-4-1998 | Crusaders - Brumbies               | 38-26 |
| 13-4-1998 | Auckland Blues - Waratahs          | 47-25 |
|           |                                    |       |

|          | 10ª giornata                        |       |
| -------- | ----------------------------------- | ----- |
| 1-5-1998 | Hurricanes - Crusaders              | 17-39 |
| 1-5-1998 | Waratahs - Highlanders              | 23-22 |
| 2-5-1998 | Northern Transvaal - Coastal Sharks | 12-8  |
| 2-5-1998 | Brumbies - Auckland Blues           | 24-27 |
| 2-5-1998 | Chiefs - Western Stormers           | 26-7  |
| 3-5-1998 | Golden Cats - Queensland Reds       | 16-20 |

|          | 2ª giornata                       |       |
| -------- | --------------------------------- | ----- |
| 6-3-1998 | Brumbies - Highlanders            | 34-26 |
| 6-3-1998 | Crusaders - Waratahs              | 33-12 |
| 6-3-1998 | Northern Transvaal - Hurricanes   | 19-37 |
| 7-3-1998 | Golden Cats - Auckland Blues      | 37-38 |
| 7-3-1998 | Coastal Sharks - Western Stormers | 32-17 |
| 7-3-1998 | Queensland Reds - Chiefs          | 25-28 |

|           | 5ª giornata                   |       |
| --------- | ----------------------------- | ----- |
| 27-3-1998 | Crusaders - Auckland Blues    | 24-31 |
| 28-3-1998 | Western Stormers - Waratahs   | 35-33 |
| 28-3-1998 | Northern Transvaal - Brumbies | 24-7  |
| 28-3-1998 | Highlanders - Golden Cats     | 57-27 |
| 29-3-1998 | Hurricanes - Coastal Sharks   | 23-39 |
|           |                               |       |

|           | 8ª giornata                         |       |
| --------- | ----------------------------------- | ----- |
| 17-4-1998 | Auckland Blues - Northern Transvaal | 34-24 |
| 18-4-1998 | Golden Cats - Chiefs                | 35-36 |
| 18-4-1998 | Queensland Reds - Waratahs          | 17-17 |
| 18-4-1998 | Crusaders - Western Stormers        | 37-25 |
| 19-4-1998 | Highlanders - Hurricanes            | 29-8  |
|           |                                     |       |

|           | 11ª giornata                     |       |
| --------- | -------------------------------- | ----- |
| 8-5-1998  | Chiefs - Brumbies                | 35-15 |
| 9-5-1998  | Golden Cats - Crusaders          | 25-34 |
| 9-5-1998  | Western Stormers - Highlanders   | 15-36 |
| 9-5-1998  | Waratahs - Hurricanes            | 36-32 |
| 10-5-1998 | Coastal Sharks - Queensland Reds | 30-20 |
|           |                                  |       |

|           | 3ª giornata                           |       |
| --------- | ------------------------------------- | ----- |
| 13-3-1998 | Waratahs - Golden Cats                | 25-10 |
| 13-3-1998 | Chiefs - Hurricanes                   | 19-22 |
| 14-3-1998 | Queensland Reds - Crusaders           | 35-9  |
| 14-3-1998 | Auckland Blues - Highlanders          | 41-22 |
| 14-3-1998 | Western Stormers - Northern Transvaal | 35-18 |
| 14-3-1998 | Brumbies - Coastal Sharks             | 23-41 |

|          | 6ª giornata                      |       |
| -------- | -------------------------------- | ----- |
| 3-4-1998 | Hurricanes - Golden Cats         | 30-15 |
| 3-4-1998 | Western Stormers - Brumbies      | 34-3  |
| 4-4-1998 | Highlanders - Waikato Chiefs     | 29-11 |
| 4-4-1998 | Queensland Reds - Auckland Blues | 33-18 |
| 5-4-1998 | Crusaders - Northern Transvaal   | 31-20 |
| 5-4-1998 | Waratahs - Coastal Sharks        | 51-18 |

|           | 9ª giornata                          |       |
| --------- | ------------------------------------ | ----- |
| 24-4-1998 | Brumbies - Hurricanes                | 29-32 |
| 24-4-1998 | Crusaders - Highlanders              | 40-24 |
| 25-4-1998 | Coastal Sharks - Chiefs              | 52-18 |
| 25-4-1998 | Queensland Reds - Northern Transvaal | 28-15 |
| 26-4-1998 | Auckland Blues - Western Stormers    | 74-28 |
|           |                                      |       |

|           | 12ª giornata                     |       |
| --------- | -------------------------------- | ----- |
| 16-5-1998 | Golden Cats - Western Stormers   | 41-7  |
| 16-5-1998 | Coastal Sharks - Crusaders       | 20-32 |
| 16-5-1998 | Brumbies - Queensland Reds       | 23-16 |
| 16-5-1998 | Hurricanes - Auckland Blues      | 34-45 |
| 16-5-1998 | Northern Transvaal - Highlanders | 26-31 |
| 15-5-1998 | Chiefs - Waratahs                | 21-33 |

### Classifica
|  |     | Squadra              | G  | V | N | P | PF  | PS  | B | Pt |
|  | --- | -------------------- | -- | - | - | - | --- | --- | - | -- |
|  | 1.  | Auckland Blues       | 11 | 9 | 0 | 2 | 388 | 296 | 7 | 43 |
|  | 2.  | Canterbury Crusaders | 11 | 8 | 0 | 3 | 340 | 260 | 9 | 41 |
|  | 3.  | Coastal Sharks       | 11 | 7 | 0 | 4 | 329 | 263 | 8 | 36 |
|  | 4.  | Otago Highlanders    | 11 | 7 | 0 | 4 | 343 | 279 | 6 | 34 |
|  | 5.  | Reds                 | 11 | 6 | 1 | 4 | 273 | 229 | 5 | 31 |
|  | 6.  | Waratahs             | 11 | 6 | 1 | 4 | 306 | 276 | 4 | 30 |
|  | 7.  | Chiefs               | 11 | 6 | 0 | 5 | 279 | 291 | 5 | 29 |
|  | 8.  | Hurricanes           | 11 | 5 | 0 | 6 | 313 | 342 | 6 | 26 |
|  | 9.  | Stormers             | 11 | 3 | 0 | 8 | 248 | 364 | 6 | 18 |
|  | 10. | Brumbies             | 11 | 3 | 0 | 8 | 228 | 308 | 5 | 17 |
|  | 11. | Bulls                | 11 | 3 | 0 | 8 | 249 | 306 | 4 | 16 |
|  | 12. | Cats                 | 11 | 2 | 0 | 9 | 266 | 346 | 7 | 15 |

## Semifinali
| Auckland 22 maggio 1998 | Auckland Blues | 37 – 31 | Otago Highlanders | Eden Park |

| Christchurch 23 maggio 1998 | Canterbury Crusaders | 36 – 32 | Coastal Sharks | Lancaster Park |

## Finale
| Arbitro: | Paddy O'Brien |

| |              | |
| 43’ Christian | mt           | 63’ Maxwell 80’ Kerr |
| 43’ Cashmore | tr           | 63’, 80’ Mehrtens |
| 71’ Cashmore | c.p.         | 32’, 77’ Mehrtens |
| 71’ Cashmore | drop         | |
| Cashmore Vidiri E. Clarke Stensness Ralph Spencer Tonu’u O. Brown Christian Dowd R. Brooke Willis M. Jones Rush Carter | Formazioni   | · Gibson · Kerr · Matson 46’ · Mayerhofler 72’ · Berryman 52’ · Mehrtens · Flynn · Nepia 61’ · Hammett · Loe · Thorne · Maxwell · Blackadder · Robertson 58’ · Surridge |
| | Sostituzioni | · Lilley 46’ · Feeney 52’ · Gardiner 58’ · Feek 61’ · Marsh 72’ |
| Graham Henry | Allenatori   | Wayne Smith |